# VIH/sida en Argentina

El lazo rojo, símbolo internacional para mostrar apoyo a la lucha contra el sida, y solidaridad con los portadores del VIH y las víctimas de la enfermedad.

La epidemia de VIH/sida en Argentina es considerada al 2012 una epidemia concentrada.[cita requerida]
La prevalencia del virus de la inmunodeficiencia humana (VIH) en la población general es menor al 1 %, en algunos grupos este porcentaje llega al 6 % y en otros hay mayor incidencia. Considerando la totalidad del país, el 70 % de los casos se concentra en la provincia de Buenos Aires, en la ciudad de Buenos Aires, en Santa Fe y en Córdoba.
Según datos del  Ministerio de Salud de la Nación, a 2016 en Argentina se notifican 6000 nuevos casos de VIH por año; 6.500 diagnósticos y 1.400 muertes, en total 126 mil personas viven con VIH en Argentina, permaneciendo la epidemia amesetada.
En el país hay unas 110 000 personas infectadas con VIH, de las cuales solo el 50 % conoce su situación. De estas últimas, solamente 47 000 están bajo tratamiento, un 69 % en el servicio público y el resto cubiertos por seguridad social y prepagas.
Para fines de 2019 se estimó que había 136.000 personas VIH positivas en el país, de las cuales el 83% conoce su estado mientras el 17% restante lo desconoce. En promedio unos 4800 nuevos casos son notificados por año, dándose un 30,2% de los diagnósticos en una etapa avanzada de la infección. Más del 98% de los casos son por mantener relaciones sexuales sin protección.

## Estadísticas
En 1982 se notificó el primer paciente con sida en el país. Desde ese año el Ministerio de Salud lleva el registro de los casos; hasta mediados de 2000 se notificaron más de 17 000 enfermos (12 732 hombres, 3074 mujeres y 1214 menores de 15 años).
En 1987 se notificó el primer caso de una mujer con la enfermedad. Hay más hombres enfermos que mujeres, sin embargo la tasa de crecimiento de las mujeres es mayor; por ejemplo, entre 1991 y 1994 el crecimiento fue del 400 %.
En los primeros años de la epidemia se notificaron 13 hombres enfermos por cada mujer; en 1989 la relación era de 11,6 hombres por cada mujer; en 2000 disminuyó a 3 hombres por cada mujer. Y desde hace unos años por cada mujer diagnosticada con VIH hay 1,6 hombres. Esta proporción se mantiene estable en general, aunque no es uniforme en todo el país. Estos números indican claramente que las mujeres son un grupo de riesgo en crecimiento constante. Que la proporción hombre mujer sea constante no significa que no haya aumento en la cantidad de mujeres sino que los casos de VIH siguen aumentando en general. Entre las mujeres hubo un aumento en la cantidad de infecciones por relaciones heterosexuales y una disminución por las contraídas a causa del uso compartido de material para consumir drogas. Hay que tener en cuenta que la mujer es más susceptible de ser contagiada con el virus en las relaciones heterosexuales sin protección; la probabilidad de contagio de la mujer es el doble que la del hombre.
La notificación al Programa Nacional de los enfermos de sida es obligatoria en el país, no así la de los individuos infectados con VIH. Las estadísticas en Argentina se hacen sobre la base de una muestra conformada por los casos que han sido notificados a tiempo. Es decir que se excluyen los casos que habiendo sido diagnosticados no fueron notificados (a tiempo o nunca) y los casos de personas que tienen la enfermedad pero recibieron un diagnóstico erróneo. Se produce entonces una creciente diferencia entre los notificados y los estimados. Por otra parte, el hecho que los casos notificados aumenten demuestra que las políticas de prevención quizás no sean suficientes o no estén cumpliendo sus objetivos.
La tasa de mortalidad por sida, en descenso, es de 36 casos por millón de habitantes; es decir, unas 1400 personas mueren por año a causa del sida; la tasa de casos de transmisión de madre a hijo es de un 6 %. Entre 2005 y 2008, el 48% de los varones se infectó por vía heterosexual y el 34% por relaciones sexuales con otros varones. En Argentina la principal vía de transmisión en la década del 80 y gran parte de la década del 90 era a través del uso de drogas intravenosas; en 2002 la mayor vía de contagio era la sexual.

## Notificación epidemiológica
En Argentina se notifican los casos de pacientes que hayan contraído sida y las muertes a causa de la enfermedad desde 1990; y desde 2001 los casos de pacientes infectados con VIH.
La notificación es obligatoria según establece la Ley Nacional de Sida y se hace a través de una ficha que completa el médico. Se realiza una sola vez en el caso de infecciones por VIH, excepto la renotificación en el caso de las personas que realicen cambios en su documento por identidad de género. Si la persona infectada desarrolla sida se debe hacer una nueva notificación por única vez, es decir, no es necesario renotificar ante la aparición de nuevas enfermedades marcadoras de sida. 
Estas notificaciones aportan datos para una vigilancia de la evolución del VIH/sida. Por ejemplo, al saber cuántos casos de VIH hay se puede prever la cantidad de tratamientos antirretrovirales (TAR) necesarios; en el caso de los datos sobre pacientes con sida, se puede establecer cuántos casos tuvieron un diagnóstico tardío, cuántos accedieron al tratamiento después de contraer la enfermedad, etc. Y en cuanto a las muertes por sida, los datos sirven para evaluar el impacto de la epidemia a nivel poblacional, identificar factores que sostienen la mortalidad y evaluar las políticas de prevención y atención que se llevan adelante.

### Sistema de codificación
La Ley Nacional de Sida (Ley n.º 23798) establece el derecho de la persona con VIH/sida a que se mantenga su identidad protegida, por eso se les asigna un código de identificación. Hasta 2012 ese código estaba compuesto por el sexo, las dos primeras letras del primer nombre, las dos primeras letras del primer apellido y la fecha de nacimiento.
El 9 de mayo de 2012 se sanciona la Ley de identidad de género (Ley n.º 26743) que establece el derecho de toda persona a ser identificada de acuerdo a su identidad de género. Por ese motivo y para uniformar el sistema a partir de 2013 se modificó la manera de formar el código para la notificación epidemiológica. También el sistema antiguo de agregar el sexo presentaba problemas debido a que las letras identificatorias eran M y F (masculino o femenino), es decir que no remitían al sexo biológico (hombre o mujer) sino al género.
Ahora el código se forma con las dos primeras letras del primer nombre y las dos primeras letras del primer apellido tal como figuran en el documento de identidad, aun si no coinciden con el nombre usado por la persona, más la fecha de nacimiento. 
Si un/a paciente al que ya se le ha asignado el código cambia su documento de identidad con modificaciones de género, nombre o apellido, se debe realizar una renotificación con los nuevos datos, incluyendo el código anterior.
Se consignan aparte el sexo biológico, como varón o mujer, y el género, como masculino, femenino o trans.

## Legislación
En Argentina existe legislación que protege los derechos del paciente con VIH o sida. 

### Ley n.º 23798
El 16 de agosto de 1990 se sancionó la Ley n.º 23 798, promulgada de hecho el 14 de septiembre del mismo año y reglamentada por Decreto n.º 1244 en 1991, que declara de interés nacional a la lucha contra el sida (síndrome de inmunodeficiencia adquirida), incluyendo la detección e investigación del VIH.
El artículo 2.º deja establecido que toda la normativa legal en ningún caso puede afectar la dignidad de la persona ni causar marginación, ni el derecho de la persona a que se mantenga su identidad protegida en cualquier tipo de tratamiento de datos.
El artículo 4.º enumera los deberes de las autoridades sanitarias, entre ellos, desarrollar programas de prevención e investigación del VIH y utilizar métodos que aseguren la efectividad de los requisitos de máxima calidad y seguridad. También determina que el Poder Ejecutivo deberá arbitrar medidas para difundir información acerca del VIH y el sida, referidas tanto a la prevención como a los tratamientos disponibles.
La ley declara la obligatoriedad de realizar pruebas de detección del virus y de sus anticuerpos en la sangre destinada a transfusiones, y a los donantes de órganos para trasplante.

### Ley n.º 24455
El 8 de febrero de 1995 fue sancionada la Ley n.º 24455, promulgada y publicada el 8 de marzo de ese año; en ella se establece que las obras sociales y asociaciones de obras sociales del sistema nacional deben incorporar la cobertura médica, asistencia psicológica y farmacológica a los enfermos de sida y drogodependientes.

### Ley n.º 24754
El 28 de noviembre de 1996 se sancionó la Ley n.º 24754, promulgada de hecho el 23 de diciembre del mismo año, que establece que las entidades de medicina prepaga deben cubrir las mismas prestaciones obligatorias dispuestas para las obras sociales.

### Ley n.º 25543
El 27 de noviembre de 2001 se sancionó la Ley n.º 25543, promulgada el 7 de enero de 2002, por la que se establece la obligatoriedad de hacer disponible a la paciente embarazada el test diagnóstico del virus de inmunodeficiencia humana, y realizarlo con consentimiento informado. Además obliga a los establecimientos sanitarios, las entidades de seguridad social y las prepagas a dar cobertura al test. Indica también que los establecimientos sanitarios deben contar con un equipo interdisciplinario que asesore y contenga a la paciente y su familia desde el momento en el que el resultado del test resultó positivo hasta finalizar el periodo del puerperio.

## Acciones

### Ministerio de Salud de la Nación
El Ministerio de Salud de la Nación provee antirretrovirales y reactivos de laboratorio para realizar el test ELISA, el análisis de carga viral y el recuento de CD4.
Desde el año 2007 el Estado, a través de la Dirección de Sida y enfermedades de transmisión sexual (DSyETS), distribuye preservativos gratuitos en los hospitales y centros de salud, en comedores comunitarios, clubes de barrio, sindicatos, en boliches bailables, lugares de encuentros, etc. Los preservativos se presentan en dispensadores colocados en puestos fijos a la vista, sobre un mostrador o fijados a la pared, en lugares de tránsito de personas. El objetivo es principalmente dar cobertura a las personas de bajos recursos económicos, aunque están disponibles para todos; como segunda función, el dispensador a la vista sirve como recordatorio acerca de la necesidad del uso del preservativo. También se distribuyen preservativos en algunos eventos como recitales o festivales. Al 2013 hay en el país 2904 bocas de distribución. 
La Dirección de Sida y ETS también entrega preservativos en los establecimientos del Servicio Penitenciario Federal, en los correspondientes al Servicio Penitenciario de la Provincia de Buenos Aires y en las 90 filiales del Patronato de Liberados de la Provincia de Buenos Aires. En cuanto a la comunicación de información tendiente a la prevención, la DSyETS desarrolla folletería y otros productos de difusión acerca de la conveniencia del uso del preservativo y la manera correcta de hacerlo. Además utiliza Internet para la promoción, a través de su sitio web oficial y las comunidades virtuales Facebook, Twitter, Google+ y YouTube.

#### Línea Pregunte Sida
El Ministerio de Salud cuenta con un servicio telefónico gratuito de consultas, que está disponible todos los días del año. Los operadores son especialistas que ofrecen información específica y actualizada sobre VIH, sida y otras infecciones de transmisión sexual a cualquier persona que quiera consultar, sea portador del virus o no, y de cualquier edad; brindan orientación, asesoramiento legal y reciben reclamos relacionados por incumplimiento de los servicios que garantiza el Estado.

#### Campañas

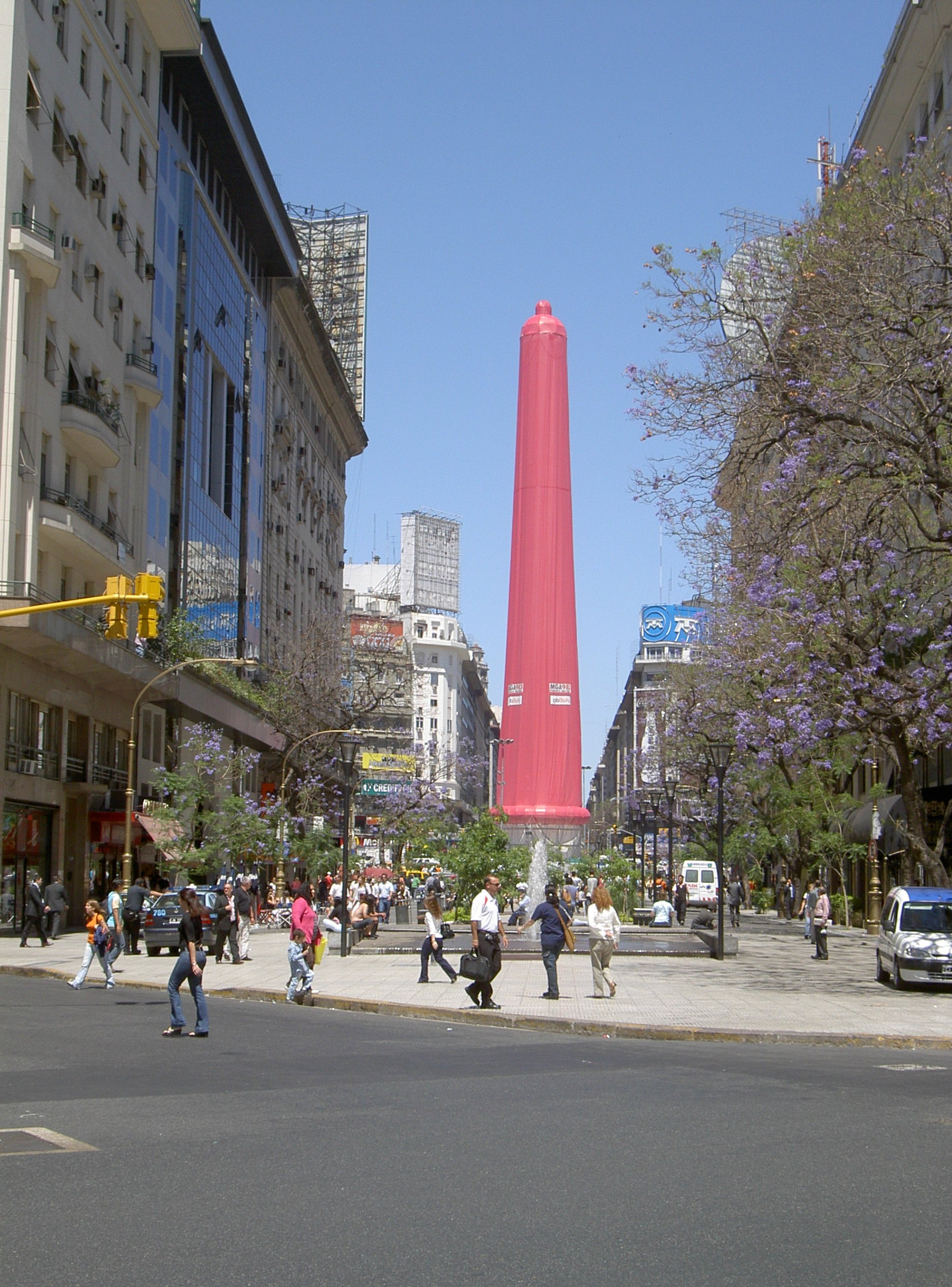
Un preservativo de 69 m en el Obelisco de Buenos Aires, celebrando el Día Mundial de la Lucha contra el Sida en 2005.

En 2010 el Ministerio de Salud de la Nación a través de la Dirección de Sida y
Enfermedades de Transmisión Sexual, con el apoyo del Programa Conjunto de las Naciones Unidas sobre el VIH/sida (ONUSIDA) y la Organización Panamericana de la Salud (OPS), lanzó una campaña preventiva, convirtiéndose en la primera iniciativa de concientización en medios digitales dirigida a un público joven. La campaña utilizó al fútbol como metáfora, coincidiendo con el Mundial de Fútbol de Sudáfrica. El mensaje se concentró en la frase: «Hay revancha. Salí a jugar. El VIH se puede prevenir y tratar. Si tenés relaciones sexuales, convocá al preservativo en este partido».

### ONG
Las siguientes son organizaciones no gubernamentales sin fines de lucro que tienen como objetivo trabajar en respuesta al VIH/sida. 
- Fundación Huésped: Tiene una línea telefónica 0800 que ofrece asesoramiento e información. La entidad se ocupa de difundir información acerca del VIH/sida por múltiples medios; realiza actividades de investigación científica y de formación; ofrece psicoterapias y talleres para los pacientes y orientación para familiares.[18]
- Fundación Descida: Tiene una línea abierta las 24 horas para PVVS (personas que viven con VIH/sida), que brinda información, asesoramiento médico, psicológico y legal. La entidad ofrece asistencia médico psicológica y grupos de reflexión para los pacientes, y capacitación para profesionales y docentes; brinda un servicio de patrocinio jurídico gratuito en defensa de los derechos del paciente; y desarrolla un programa de formación de voluntarios como agentes para actuar en prevención.[19]
- Fundación COR: Orientada a mejorar la calidad de vida de los hijos (niños, niñas y adolescentes) de personas que viven con VIH/sida (PVVS) y a la prevención de infecciones (ETS, sida) y adicciones. La entidad tiene el hogar Casa COR/Hogar San Agustín, con capacidad para veinticinco niños y adolescentes, y la Casa Horacio, que es un centro de orientación y capacitación para adolescentes.[20]
- Fundación Argentina Pro-Ayuda al Niño con Sida (FAPANS): Su objetivo apunta a ayudar a niños con sida, niños con VIH y niños sanos hijos de padres que vivieron o viven con VIH/sida. Ofrece apoyo, educación, terapia de grupo y talleres; realiza acciones de prevención y difusión y también cuenta con un centro de documentación e investigación, hemeroteca y biblioteca.[21]
- Red Argentina de Mujeres Viviendo con VIH/sida (RAMVIHS): La fundación tiene por objetivo principal la atención de mujeres (adultas, niñas y adolescentes) viviendo con VIH/sida o afectadas de alguna manera por la epidemia, sin desatender los demás casos. La entidad ofrece a los pacientes contención, información y orientación relacionada con derechos humanos, acceso al tratamiento y trámites; y realiza actividades de prevención en donde sea requerida.[22]
- Casa M.A.N.U: Este Hogar alberga a niños/as hijos de mamás con VIH, incluyendo bebés de extrema prematurez . Estos niños son atendidos por voluntarios de forma permanente, cubriendo todas sus necesidades, como acompañarlos a la escuela y compartir sus juegos o contenerlos en sus internaciones. Realiza testeos para VIH, dentro y fuera de la institución. El Hogar también distribuye gratuitamente preservativos en su sede y en cada evento que realiza en la comunidad. Además brinda servicio de consejería en temas relacionadas con VIH/Sida y realiza talleres de salud sexual y reproductiva y VIH en las escuelas.[23]
- Ciclo Positivo es una asociación liderada por Matías Muñoz [24] abogado y activista por los derechos humanos de las personas con VIH. Entre las actividades que la asociación lleva adelante están las de alertar ante posibles riesgos, problemas que impidan a las personas con VIH  recibir sus medicamentos como pasó durante la pandemia [25] alertar y difundir sobre los casos de discriminación laboral [26] intervenir, activar en la sociedad para que una Ley como la 27.645 [27]sea finalmente promulgada.

## VIH/sida en los medios

### Cine
FAPVIH (Familiares, amigos y personas viviendo con VIH/sida), asociación dedicada a la prevención y asistencia del VIH, realizó en 2007 el primer Festival Nacional de Cine y Sida, cuyo impulso tuvo origen en el taller «Sida y Cine» presentado en el Festival Internacional de Cine de Mar del Plata en 2003. El Instituto Nacional de Cine y Artes Audiovisuales (INCAA) ofreció su apoyo para realizar películas acerca del VIH/sida.
Las películas proyectadas son producciones nacionales con la participación de actores y actrices reconocidos. Algunas de ellas son: 
- Fotos del alma (1995). Guion y dirección de Diego Musiak. El protagonista es un joven empleado que se entera de que es portador de VIH. Película promocionada como la primera en el país en tratar el tema del VIH/sida.
- Un año sin amor (2004). Guion de Pablo Pérez y Anahí Berneri, dirección Anahí Berneri. Película basada en la obra del mismo nombre que cuenta la historia real de Pablo Pérez, enfermo de sida, que busca en el sadomasoquismo la fuerza para seguir adelante.
- Sensaciones (historia del sida en la Argentina) (2006). Guion y dirección de Hernán Aguilar. Es un documental ficcional y testimonial que borda la historia de la epidemia del VIH/sida en la Argentina desde sus inicios.
- El resultado de amor (2007). Guion y dirección de Eliseo Subiela. El personaje principal es una prostituta que descubre que es portadora de VIH.
- Tocando en el silencio (2007). Guion y dirección de Luciano Zito. El personaje principal representa a un joven perteneciente a la primera generación de chicos nacidos con VIH.
- El puto inolvidable (2016). Guion de Lucas Santa Ana y Gustavo Pecoraro, dirección de Lucas Santa Ana. Es un largometraje documental acerca de la vida de Carlos Jáuregui.